# Nuôi cá bóp
Nuôi cá bóp là việc thực hành chăn nuôi cá bóp. Cá bóp hay cá bớp, cá giò, là một trong những loài cá biển nuôi có tốc độ tăng trưởng nhanh, cá được nuôi chủ yếu bằng lồng trên biển, tạo ra sản lượng lớn phục vụ thị trường trong nước và xuất khẩu. Cá bớp có thể nuôi quanh năm với kỹ thuật nuôi đơn giản, cá ít bị bệnh. Ngoài ưu điểm tăng trọng nhanh, cá bớp còn có tính thích nghi cao, kháng bệnh tốt. Cá bớp thương phẩm hiện được nuôi phổ biến bằng hình thức nuôi nhỏ lẻ để đáp ứng nhu cầu thực phẩm cho các thành phố lớn trong nước, đồng thời cũng được nuôi công nghiệp với sản lượng lớn.

## Kỹ thuật
Có hai kiểu lồng nuôi phổ biến là lồng vuông bằng gỗ, sắt, quây lưới, thể tích 30 – 180 m 3, được dùng nuôi ở vũng vịnh kín sóng gió; loại thứ hai là lồng nhựa chịu lực HDPE hình tròn (thể tích 300 m 3 trở lên), có thể nuôi được ở những vùng biển hở có sóng gió lớn. Cỡ mắt lưới dùng cho lồng nuôi tăng dần theo sự tăng trưởng của cá (a = 1,5 – 3 cm). Mỗi bè có diện tích 16 m 2, quy mô nuôi 250 con cá bớp có trọng lượng ban đầu từ 0,4 đến 0,5 kg.
Thức ăn ưa thích của chúng là các loài cá, tôm, cua nhỏ. Trong quần đàn, cá cái thường lớn nhanh hơn cá đực, có thể đạt 4 – 6 kg sau một năm nuôi. Cá thành thục sau 2 - 3 tuổi, cỡ 6 – 10 kg, cá cái thường thành thục muộn hơn cá đực; mùa sinh sản từ tháng 4 - 9, cao điểm vào tháng 6 -7. Cá thường đẻ vào lúc hoàng hôn và có thể đẻ 15 -20 lần trong mỗi mùa sinh sản. Thức ăn nuôi cá bớp chủ yếu là các loại cá tạp được mua từ các chủ tàu cá trên biển.Sức sinh sản cá cái từ vài trăm nghìn đến hàng triệu trứng mỗi con, trứng cá thuộc dạng trôi nổi và nở tốt ở độ mặn 30 - 32%o, nhiệt độ thích hợp 24 - 28 0 C.